# چا د آلگریا
چا د آلگریا (به پرتغالی: Chã de Alegria) یک منطقهٔ مسکونی در برزیل است که در پرنامبوکو واقع شده‌است. چا د آلگریا ۱۳٬۵۵۶ نفر جمعیت دارد.